# Kastell Albota

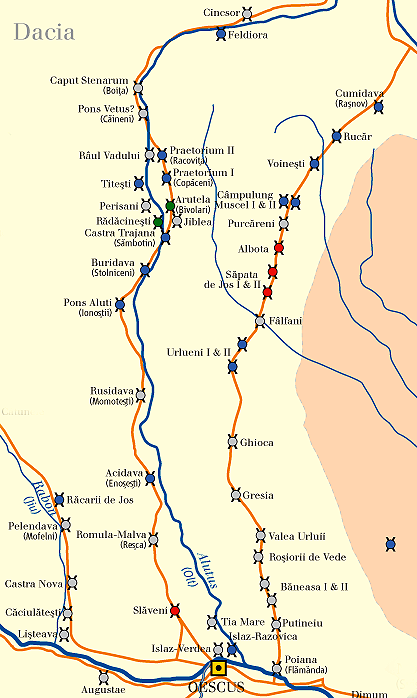
Kastell Albota im Verlauf des Limes Transalutanus (rechts)

Das Kastell Albota ist ein römisches Hilfstruppenkastell auf dem Gebiet der Gemeinde Albota im rumänischen Kreis Argeș in der Region Muntenien. In antiker Zeit war es ein Bestandteil des Dakischen Limes, konkret des Abschnittes Limes Transalutanus (Transalutanischer Limes; Limes jenseits des Olt). Administrativ gehörte es zur Provinz Dacia Malvensis.

## Lage und Forschungsgeschichte
Das heutige Bodendenkmal befindet sich rund 500 Meter westlich des südlichen Endes des dichter bebauten Bereichs von Albota und 300 Meter nordöstlich des außerhalb der Siedlung liegenden Stadions der Gemeinde. Es liegt dort auf einem von hohen Abhängen umgebenen, bewaldeten Hochplateau.
Der Platz wurde schon zwischen 1898 und 1900 von Pamfil Polonic vermessen und 1900 von Grigore Tocilescu publiziert, aber bis heute nicht archäologisch ausgegraben. 2012 fanden unter Eugen S. Teodor neuerliche Forschungen statt, jedoch in Form von Oberflächenbegehungen sowie mit orthofotografischen und geophysikalischen Maßnahmen.

## Archäologische Befunde

### Kastell
Das Kastell hat einen rechteckigen Grundriss. Es ist weder mit seinen Seiten noch mit seinen Ecken nach den vier Himmelsrichtungen ausgerichtet, sondert man orientierte sich bei seiner Errichtung einzig und allein an den topographischen Gegebenheiten. Seine Abmessungen betragen 56 m mal 81 m, was einer Grundfläche von 0,45 Hektar entspricht. Geschützt wurde es durch einen Holz-Erde-Wall von 20 Metern Breite und 0,5 m erhaltener Höhe, vor dem ein ebenso breiter und 1,50 m tiefer Graben verlief. Zusätzlich wurde das Lager von Schluchten an der Nordwest- und Südostseite des Berges sowie durch einen steilen Hang im Nordosten geschützt.
Die Datierung fällt mangels entsprechenden Fundmaterials nicht leicht, aber die rumänischen Archäologen nehmen allgemein an, dass es in der Zeit des Septimius Severus (193–211) erbaut worden sein und bis zur Mitte des dritten Jahrhunderts bestanden haben dürfte. Die dort stationierte Truppe ist unbekannt.

### Limesverlauf
Rund drei Kilometer nordöstlich vom Kastell Albota ist der Limes erstmals wieder auf Orthofotos auszumachen. Er verläuft dort nahezu parallel zur Europastraße 574, bis er den südlichen Stadtrand der Stadt Pitești erreicht. Er durchquert die Stadt, wo er naturgemäß nicht wahrnehmbar ist, auch wenn zahlreiche archäologische Funde aus dem Stadtgebiet auf ihn verweisen. Er kreuzt den Fluss Argeș und dessen Tal. An dessen südlichen Ufer will der Amateurarchäologe Ion Nania in einem trocken gefallenen Seitental namens Văii Turceşti (Türkental) ein mögliches römisches Kastell nebst Vicus identifiziert haben, das so genannte Kastell Războieni. In dessen angenommenem Bereich war von Nania bereits 1966 ein Depotfund mit 23 in den Jahren 240–243 unter Gordian III. geprägten Aurei entdeckt worden. Am Nordufer des Argeș will ein weiterer Amateurarchäologe, Paul Dicu, Spuren einer Werkstatt zur Produktion von Ziegeln, Keramik und Tonstatuetten, sowie vor allem ein weiteres römisches Kastell, das so genannte Kastell Mărăcineni, wahrgenommen haben. Die beiden amateurarchäologisch angenommenen Militärlager bedürfen aber noch der facharchäologischen Bestätigung.

## Denkmalschutz
Der Fundplatz ist unter bodendenkmalrechtlichen Schutz gestellt und mit dem RAN-Code 13944.02 in das Repertoriul Arheologic Național (Nationales Archäologisches Verzeichnis) eingetragen. Es ist jedoch nicht in der Lista Monumentelor Istorice (Nationalen Liste der historischen Denkmale) verzeichnet. Zuständig sind das Ministerium für Kultur und nationales Erbe (Ministerul Culturii și Patrimoniului Național), insbesondere das Generaldirektorat für nationales Kulturerbe, die Abteilung für bildende Kunst sowie die Nationale Kommission für historische Denkmäler sowie weitere, dem Ministerium untergeordnete Institutionen. Ungenehmigte Ausgrabungen sowie die Ausfuhr von antiken Gegenständen sind in Rumänien verboten.